# Künsche
Künsche ist ein Ortsteil der Stadt Lüchow (Wendland) im niedersächsischen Landkreis Lüchow-Dannenberg. Das Dorf liegt drei Kilometer nordöstlich vom Kernbereich von Lüchow. Westlich des Ortes verläuft der nach Norden hin abfließende Luciekanal.
Künsche gehört zum Bröcking (auch Bröckling oder Bröking), einer Kleinlandschaft im Hannoverschen Wendland.

## Geschichte
Am 1. Juli 1972 wurde Künsche in die Kreisstadt Lüchow eingegliedert.

## Baudenkmale
Als Baudenkmale sind ausgewiesen (siehe Liste der Baudenkmale in Lüchow (Wendland) und Liste der Baudenkmale in Künsche):
- der ehemalige Rundling mit Dorfplatz; dieser Rundling wurde durch drei Brände in den Jahren 1849, 1853 und 1867 verwüstet
- eine Hofanlage mit Gasthaus (Gorlebener Straße 3); dabei handelt es sich um einen aus dem Ortskern ausgesiedelten Hof
- eine Hofanlage (Lucieweg 17); es ist ein aus dem Ortskern ausgesiedelter Hof mit Vierständerhaus aus dem Jahr 1854
- sieben Wohn- und Wirtschaftsgebäude (Künsche Nr. 1, Nr. 2, Nr. 3, Nr. 6, Nr. 7, Nr. 8, Gorlebener Str. 3, Marsch 4 (ein Vierständerhaus aus dem Jahr 1806, das vermutlich an seinen Standort transloziert wurde)).